# Підмаренник трирогий
Підмаренник трирогий (Galium tricornutum) — вид рослин з родини маренових (Rubiaceae), поширений у Північній Африці та Євразії.

## Опис
Однорічна 10–60 см. Квітконіжки відігнуті вниз. Квітки кремові. Плоди 4–6 мм в діаметрі, бурі, гостро-горбкуваті. Напівзонтики коротші від покривних листків, зазвичай 3-квіткові.

## Поширення
Поширений у Північній Африці та Євразії.
В Україні вид зростає на полях як бур'ян, уздовж доріг, зрідка на щебенистих степових схилах — у Степу.

## Галерея

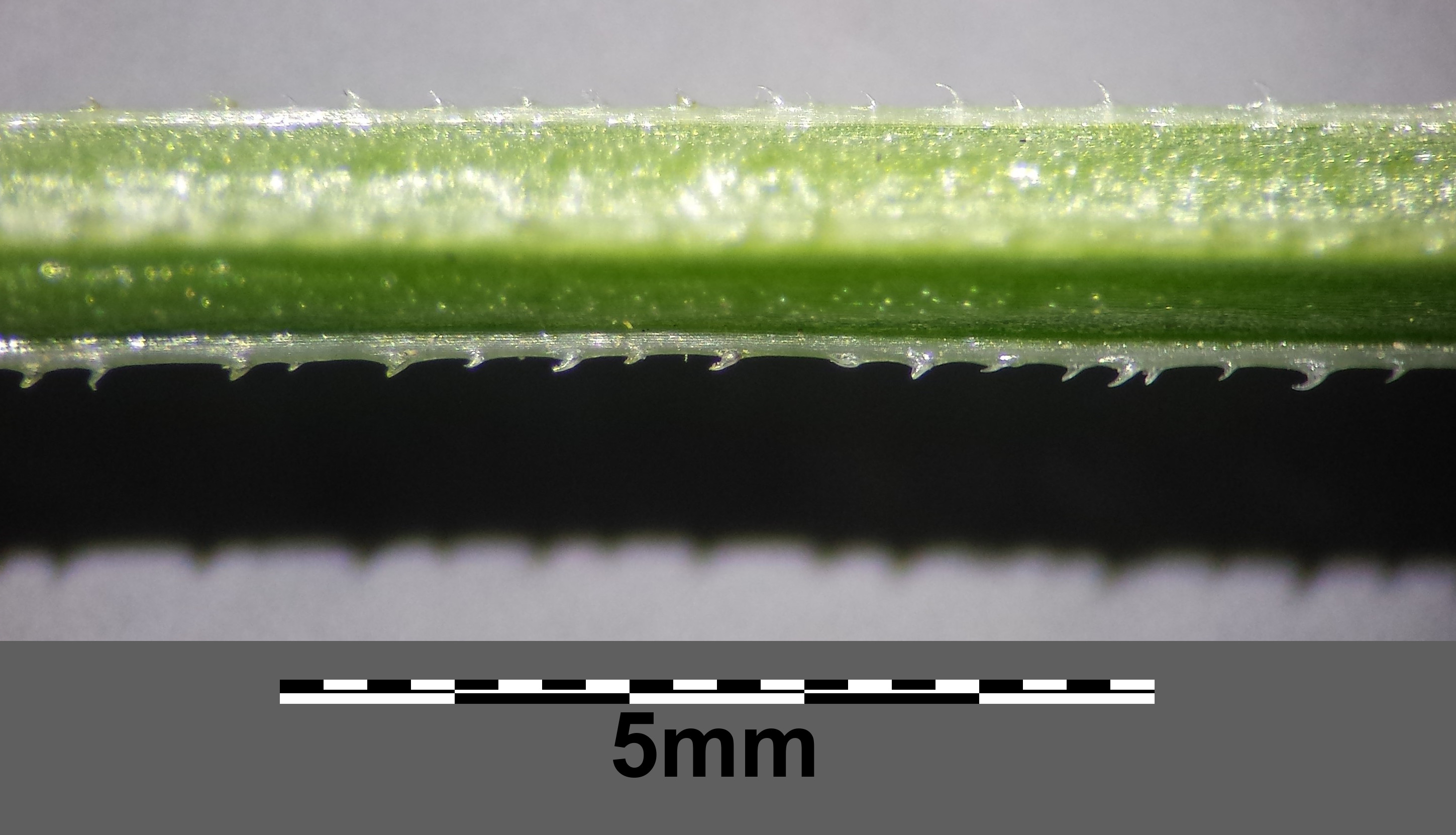
стебла і листя вкриті спрямованими вниз шипами
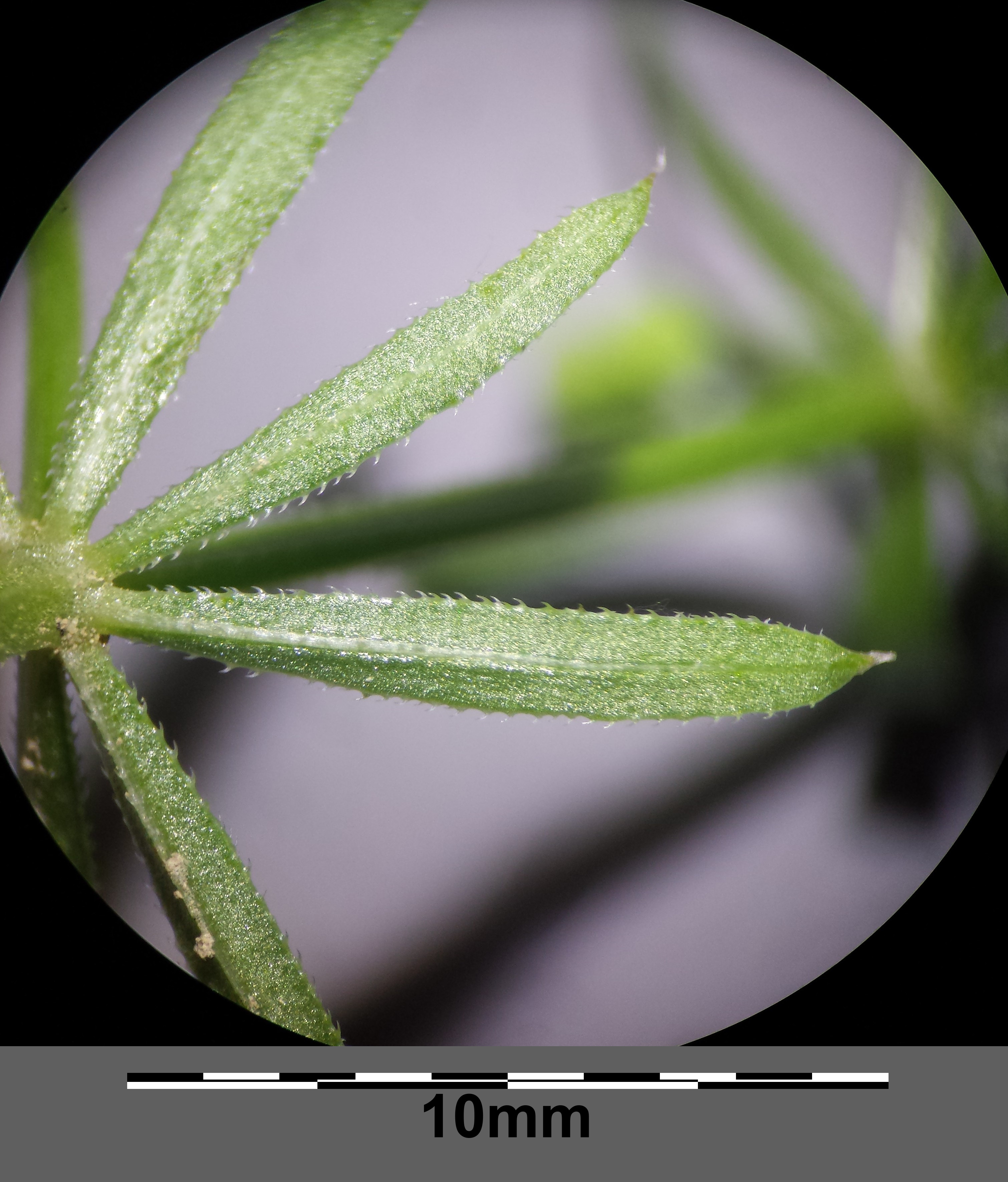
кільце листків
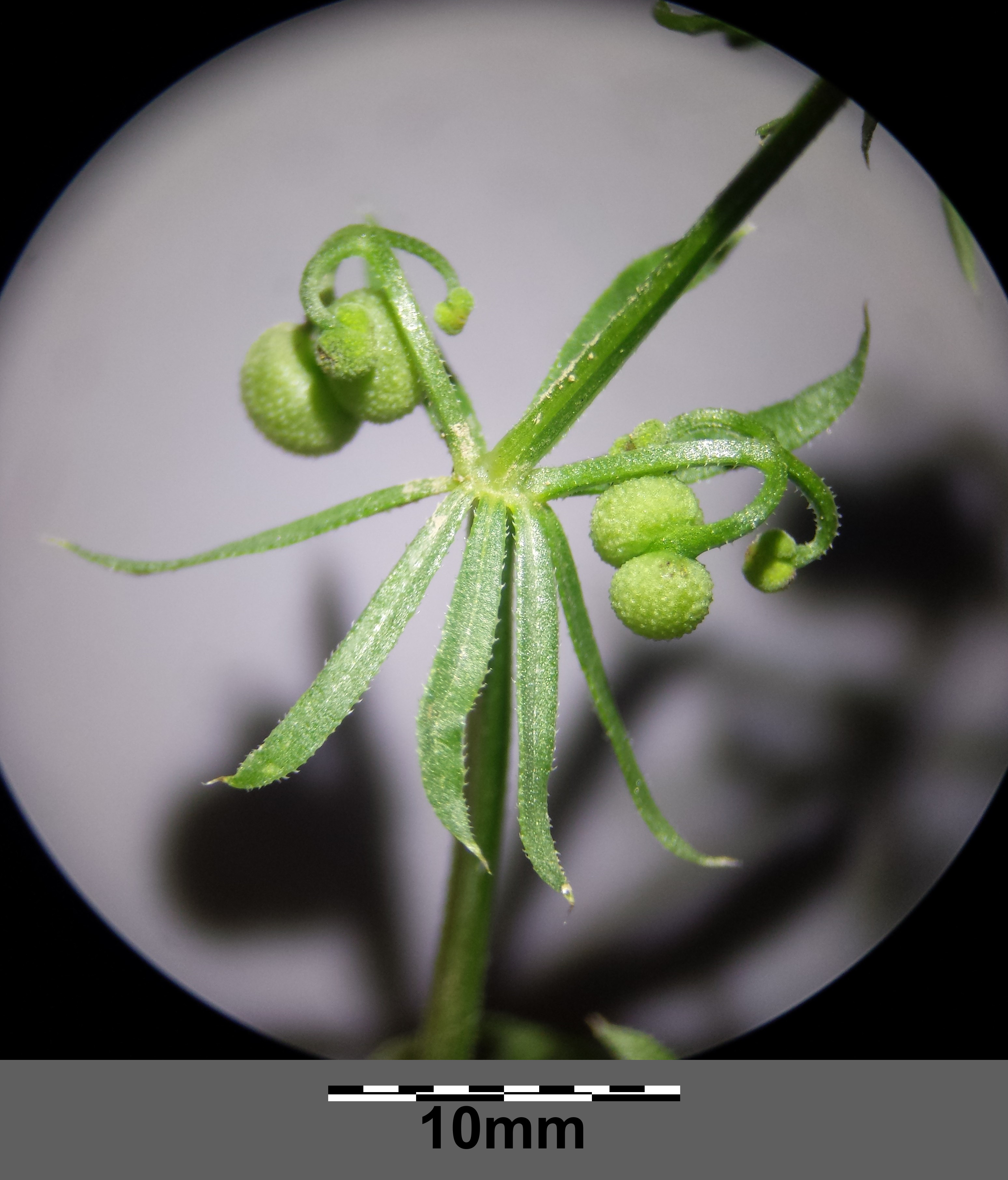
стебельця плодів загинаються одразу після цвітіння